# Interliga 2000/01
Die Saison 2000/2001 der Interliga war die zweite Austragung der als Nachfolger der Alpenliga konzipierten Eishockey-Meisterschaft und wurde mit insgesamt neun Mannschaften aus vier Staaten ausgespielt. Titelverteidiger war der EC KAC aus Österreich, der jedoch nicht mehr an der Liga teilnahm. Neuer Meister wurde das slowenische Team HDD Olimpija Ljubljana.

## Teilnehmer und Modus
Die vier österreichischen Teilnehmer aus der Premierensaison (EC VSV, VEU Feldkirch, CE Wien und Meister EC KAC) hatten sich nach der ersten Austragung der Liga zurückgezogen, da in Österreich mit der Zusammenlegung von Bundesliga und Nationalliga ein genügend großes Teilnehmerfeld zustande gekommen war, um eine eigenständige staatliche Liga auszuspielen, die mehr Zugkraft bei den Zuschauern versprach.
Die übrigen Mannschaften der Premierensaison blieben der Liga treu. Ergänzt wurden sie um die slowenischen Vereine HK Bled (der auch einige Male an der Alpenliga teilgenommen hatte) und HK Slavija Ljubljana und den ungarischen Verein Ferencvárosi TC. Mit KHL Medveščak Zagreb kam ein kroatischer Verein hinzu. Die Mannschaft HK Roter Stern Belgrad aus Serbien komplettierte das Teilnehmerfeld.

## Tabelle nach dem Grunddurchgang
| Platz | Team                      | Spiele | Pts | W (OTW) | L (OTL) | GF:GA  | GD  |
| ----- | ------------------------- | ------ | --- | ------- | ------- | ------ | --- |
| 1     | HDD Olimpija Ljubljana    | 16     | 27  | 13 (2)  | 3 (1)   | 82:30  | +52 |
| 2     | Dunaújvárosi Acélbikák    | 16     | 26  | 13 (1)  | 3 (0)   | 85:33  | +52 |
| 3     | Alba Volán Székesfehérvár | 16     | 26  | 13 (0)  | 3 (0)   | 95:42  | +53 |
| 4     | HK Jesenice               | 16     | 23  | 11 (0)  | 5 (1)   | 76:41  | +35 |
| 5     | HK Slavija Ljubljana      | 16     | 20  | 10 (0)  | 6 (0)   | 70:55  | +15 |
| 6     | KHL Medveščak Zagreb      | 16     | 11  | 5 (0)   | 11 (1)  | 70:87  | −17 |
| 7     | Ferencvárosi TC           | 16     | 6   | 3 (0)   | 13 (0)  | 41:93  | −52 |
| 8     | HK Roter Stern Belgrad    | 16     | 6   | 3 (0)   | 13 (0)  | 38:80  | −42 |
| 9     | HK Bled                   | 16     | 2   | 1 (0)   | 15 (0)  | 35:131 | −96 |

## Playoffs

### Halbfinale
| Serie                                                      | Spiel 1 | Spiel 2 |
| ---------------------------------------------------------- | ------- | ------- |
| HK Jesenice (4) – HDD Olimpija Ljubljana (1)               | 3:3     | 3:8     |
| Alba Volán Székesfehérvár (3) – Dunaújvárosi Acélbikák (2) | 4:3     | 6:4     |

### Finale
| Serie                                                      | Spiel 1 | Spiel 2 |
| ---------------------------------------------------------- | ------- | ------- |
| Alba Volán Székesfehérvár (3) – HDD Olimpija Ljubljana (1) | 4:4     | 1:7     |

## Platzierungsspiele
Neben den Playoffs wurde auch eine Serie von Platzierungsspielen ausgetragen, um den Meisterschaftsendstand ermitteln zu können. Der neunte Rang wurde aus dem Grunddurchgang übernommen. Die Mannschaften auf den Plätzen fünf bis acht trugen zunächst folgende Serien aus:
- Ferencvárosi TC (7) – KHL Medveščak Zagreb (6): 3:3 (1:1, 2:0, 0:2)
- KHL Medveščak Zagreb – Ferencvárosi TC: 7:5 (3:0, 1:2, 3:3)

- HK Roter Stern Belgrad (8) – HK Slavija Ljubljana (5): 0:5 (strafverifiziert)
- HK Slavija Ljubljana – HK Roter Stern Belgrad: 5:0 (strafverifiziert)

Anschließend wurden folgende Serien zur Ermittlung der Platzierung ausgetragen:
Spiele um Platz 3
- HK Jesenice (4) – Dunaújvárosi Acélbikák (2): 5:3 (3:0, 1:2, 1:1)
- Dunaújvárosi Acélbikák – HK Jesenice: 3:5 (1:1, 0:1, 2:3)

Spiele um Platz 5
- HK Slavija Ljubljana (5) – KHL Medveščak Zagreb (6): 3:3 (1:1, 0:2, 2:0)
- KHL Medveščak Zagreb – HK Slavija Ljubljana: 3:4 n. P. (1:0, 0:3, 2:0, 0:1)

Spiele um Platz 7
- HK Roter Stern Belgrad (8) – Ferencvárosi TC (7): 5:0 (strafverifiziert)
- Ferencvárosi TC – HK Roter Stern Belgrad: 0:5 (strafverifiziert)

## Meisterschaftsendstand
1. HDD Olimpija Ljubljana
2. Alba Volán Székesfehérvár
3. HK Jesenice
4. Dunaújvárosi Acélbikák
5. HK Slavija Ljubljana
6. KHL Medveščak Zagreb
7. Ferencvárosi TC
8. HK Roter Stern Belgrad
9. HK Bled

## Auszeichnungen und Statistik
- Bester Torhüter: Anze Ulcar (HDD Olimpija Ljubljana)
- Bester Verteidiger: Igor Griger (Dunaújvárosi Acélbikák)
- Bester Stürmer: Gábor Ocskay (Alba Volán Székesfehérvár)
- Topscorer: Gábor Ocskay (Alba Volan Székesfehérvár), 46 Punkte (23 Tore, 23 Assists)
- Fairplay: Dunaújvárosi Acélbikák